# Rophites epiroticus
Rophites epiroticus là một loài Hymenoptera trong họ Halictidae. Loài này được Schwammberger mô tả khoa học năm 1975.